# Михъйлещ
Михъйлещ (на румънски: Mihăilești) е град разположен в окръг Гюргево, Румъния. Населението на града е 7923 души (по данни от преброяването от 2011 г.).